# Nukuoro

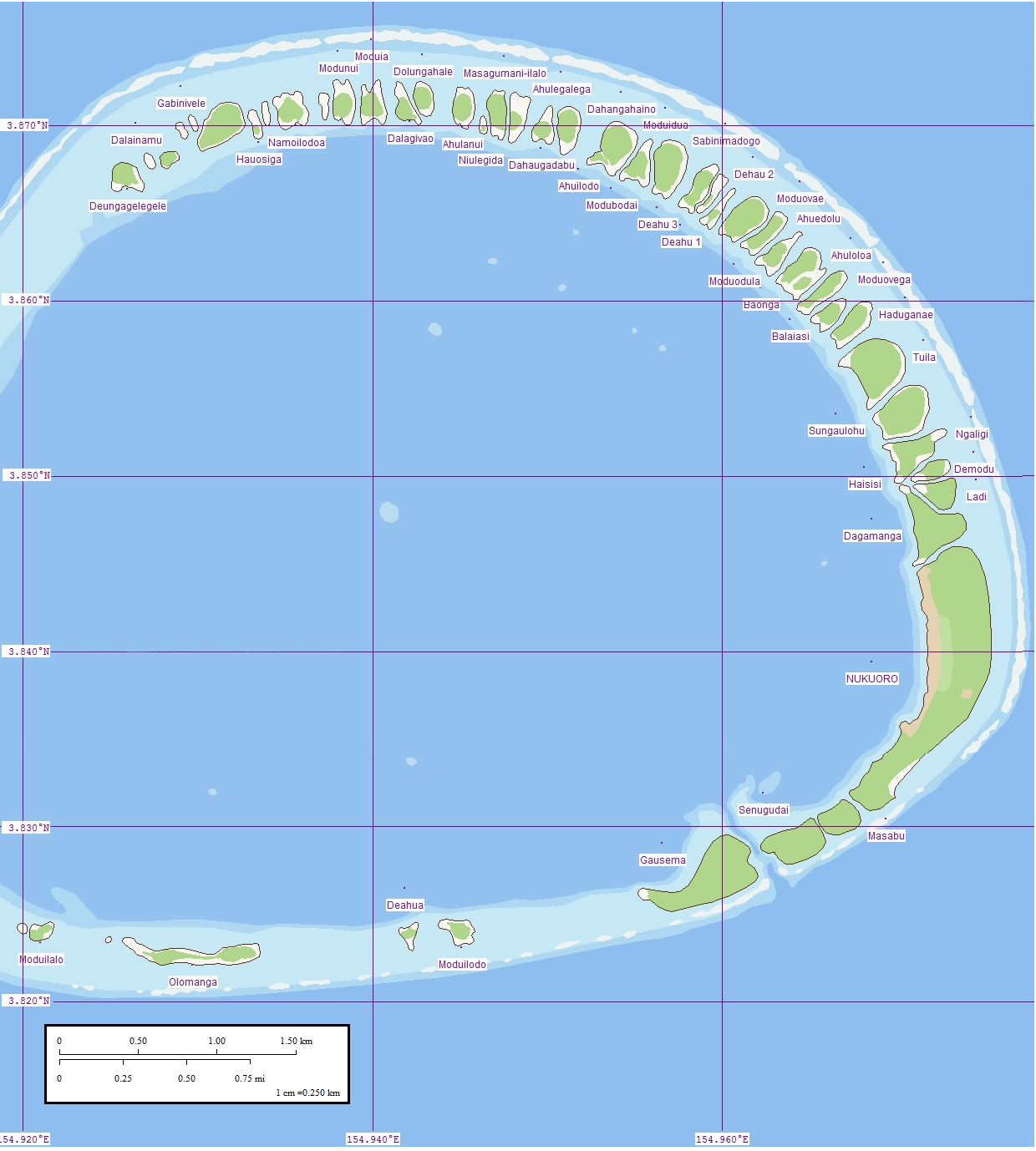
Mapa de Nukuoro

Nukuoro és un atol que pertany als Estats Federats de Micronèsia.
Es tracta d'un municipi de l'estat de Pohnpei integrat en els Estats Federats de Micronèsia. L'any 2007, l'atol de Nukuoro tenia 372 habitants. La superfície total, la llacuna interior inclosa, és de 40 km², tot i que si l'excloguem, només queden 1,7 km² de sol dividit en 40 illes, la més gran d'aquestes és l'illa de Nukuoro, la més important i la que representa el municipi capital.
Els habitants parlen la llengua de nukuoro, molt semblant a la de kapingamarangi, una llengua polinèsia. Tant Nukuoro com Kapingamarangi formen part de les illes perifèriques polinèsies. Els habitants natius diuen que els primers pobladors de les illes provenien de Samoa als voltants del 1700.